# بونانزا (جورجیا)
بونانزا (به انگلیسی: Bonanza) یک منطقهٔ مسکونی در ایالات متحده آمریکا است که در شهرستان کلیتون، جورجیا واقع شده‌است. بونانزا ۳٫۱ کیلومتر مربع مساحت و ۳٬۱۳۵ نفر جمعیت دارد و ۲۶۷ متر بالاتر از سطح دریا واقع شده‌است.